# Bildethik
Die Bildethik thematisiert den moralisch richtigen Umgang mit Bildern in den (Massen-)Medien im Spannungsfeld von Informationsfunktion und Persönlichkeitsrechten. „Der Umgang mit Bildern in der Praxis zwischenmenschlicher und massenmedialer Kommunikation bindet Bilder in normative Kontexte ein und stellt vor Fragen nach dem richtigen Handeln mit Bildern, die in den Bereich einer Bildethik fallen.“
Die Bildethik kann als Teilgebiet der Medienethik verstanden werden; sie ist wie diese eine angewandte Ethik. Im Unterschied zum Bereich des Rechts ist sie eine „innere Steuerungsressource“ (Leifert), die auf freiwillige Selbstverpflichtung setzt. Zentral für sie ist der Begriff der Verantwortung.

## Notwendigkeit einer Bildethik
Was man mit eigenen Augen sieht oder gesehen hat, gilt im Alltagsverständnis als verlässlich. Der Augenzeugenschaft kommt i. d. R. höchste Beweiskraft zu. Als wirklich, als wahr gilt, was ich wahrnehme. Dadurch, dass Bilder so realistisch wirken, gehen die Menschen davon aus, dass sie das wahre Geschehen wiedergeben („Illusion der Unmittelbarkeit“). Der Betrachter blendet dabei den Einfluss von Fotograf und Bildredakteur auf das Bild aus, so dass er das Gezeigte oft unreflektiert hinnimmt.
Trotz der gestiegenen Bedeutung von Bildern lässt sich eine Zunahme der Bildkompetenz in der Gesellschaft nicht beobachten. Um die trügerische „Selbstverständlichkeit des Sehens“ zu durchbrechen, muss der Betrachter sich immer wieder klarmachen: „Sichtbarkeit ist nicht gegeben, sondern wird gemacht“.
So ergibt sich die Notwendigkeit einer visuellen Ethik vor allem aus dem Missverständnis, der Prozess der Bildproduktion lasse sich auf technische Faktoren beschränken und den menschlichen Einfluss könne man ignorieren. Über den Schutz der Rezipienten hinaus resultiert die Notwendigkeit einer Bildethik aber auch aus der Schutzwürdigkeit der Abgebildeten, weil Bilder oft Privatheit und Intimität zeigen.

## Bildmanipulationen in der Geschichte der Fotografie
Von Beginn der Geschichte der Fotografie an waren Täuschungen und Manipulationen an der Tagesordnung. Als erste Bildfälschung gilt ein Selbstporträt des Franzosen Hippolyte Bayard, der unabhängig von Daguerre und Talbot 1839 ein fotografisches Verfahren entwickelt hatte, wofür ihm allerdings nicht die entsprechende Anerkennung zuteilwurde und bis heute nicht wird. Frustriert davon inszenierte Bayard sich auf einer Fotografie als Wasserleiche. Mit einer Notiz auf der Rückseite des Abzugs legte er den Eindruck nahe, der „unglückliche Monsieur Bayard“ habe sich in seiner Verzweiflung das Leben genommen.
Die Kunden der ersten Porträtfotografen waren die realistische Art der Abbildung nicht gewohnt und verlangten von den Fotografen Korrekturen; diese wurden mit dem Retuschierpinsel auf den Negativen oder den Abzügen vorgenommen. Dieses Verfahren war allgemein akzeptiert und fand breite Anwendung. Auch in den Zeitungen waren bis etwa 1910 so gut wie alle Fotos retuschiert.
Die Bildfälschung wurde schon immer für politische und propagandistische Zwecke eingesetzt. Besonders unter Bedingungen der Kriegsberichterstattung werden verfälschende Darstellungen seit jeher in Umlauf gebracht. Bereits vom Krimkrieg (1853–1856) zwischen Russland, dem Osmanischen Reich, Großbritannien und Frankreich brachten Fotografen wie Roger Fenton Bilder an die Öffentlichkeit, die nicht die grausame Seite des Krieges, sondern den Konflikt als spannendes Abenteuer oder gemütlichen Spaziergang zeigten. Eine besonders radikale und rücksichtslose Form der politischen Bildfälschung stellt die moderne Version der antiken „Damnatio memoriae“ dar, die vollständige Auslöschung des Gedenkens an Persönlichkeiten, die zu Unpersonen geworden waren. Besonders hervorgetan hat sich die Sowjetunion zu Zeiten des Stalinismus. Unerwünschte Genossen verschwanden so – im wörtlichen Sinne – von der Bildfläche, z. B. Leo Trotzki auf dem Foto mit Lenin.

## Digitalisierung
Durch die Möglichkeiten, die die Digitalisierung bieten, verschärfte sich das Problem. Mit traditionellen Techniken (Retusche, Montage) waren Manipulationen noch zeitaufwendig und schwierig, mit Einzug der elektronischen Bildbearbeitung wurden sie so einfach und so perfekt wie nie zuvor – „to photoshop“ ist im angloamerikanischen Sprachgebrauch ein Synonym für die gängige Praxis der digitalen Bildbearbeitung geworden, im deutschen Sprachraum wird in dem Zusammenhang das Wort „photoshoppen“ verwendet. Man geht davon aus, dass es heute keine Bildredaktion mehr gibt, „deren Fotos nicht in irgendeiner Form nachbearbeitet werden […].“
Unter einer Bildmanipulation versteht man „die mit einer Täuschungsabsicht verbundene intentionale Änderung von Informationen durch Auswahl, Zusätze oder Auslassungen.“ Fünf Arten der Bildmanipulation werden unterschieden: das Löschen und das Einfügen von Information, die Fotomontage, falsche Beschriftung sowie inszenierte Fotografie.

## Authentizität und Augenzeugenschaft
Der Begriff der Augenzeugenschaft bezieht sich darauf, dass Bilder ein besonderes Potenzial haben: „Sie können sichtbar machen, was ein Augenzeuge an einem anderen Ort und in einer anderen Zeit von einem bestimmten Standpunkt aus relativ zum Geschehen sehen konnte.“
Wenn man die Forderung nach Authentizität an ein Bild heranträgt, erwartet man, dass das Abbild mit der Wirklichkeit übereinstimmt, und wendet sich damit gegen Manipulation und Inszenierung eines Bildes – aber was genau damit gemeint ist, dass Bild und Abbild sich entsprechen, ist offen. Denn natürlich wählt der Fotograf die Motive aus, entscheidet sich für eine Kameraperspektive, die Einstellungsgröße, die Belichtung etc. Von einem naiv-realistischen Verständnis muss man also Abstand nehmen.
Ähnliche Fragen spielten bereits vor der Erfindung der Fotografie und in weiter gefassten Bereichen der Bildproduktion und visuellen Kultur eine Rolle. Claudia Hattendorff identifizierte hier eine historische Schwelle um 1800, ab der „bildlich fixierten Augenzeugnissen [...] eine wachsende Bedeutung zukam.“
Ob ein Bild im Hinblick auf einen Täuschungsvorwurf zu beanstanden ist, ist immer eine Einzelfallentscheidung. In Deutschland ist es der Deutsche Presserat, der Bildmanipulation in der Berichterstattung untersucht und gegebenenfalls sanktioniert. Es ist vor allem das Entfernen von Bildelementen, das in letzter Zeit zu Beschwerden geführt hat. Es hat sich aber auch gezeigt, dass die Grenze zwischen Manipulation – mit dem Ziel einer Täuschung – und Veränderungen aus Layout- oder optischen Gründen fließend ist. Leifert spricht von einem „definitorischen Defizit“.
Hilfreich ist hier vielleicht ein Vergleich der bildjournalistischen Ethik mit der Technikfolgenabschätzung in der Politik: „Nicht alles, was machbar ist, kann und darf auch gemacht werden.“
Verschärft wird die Problematik heute noch durch die sprunghaft gestiegene Zahl von Bildern von Hobbyfotografen. Bilddatenbanken und Bildportale unterscheiden oft nicht zwischen Amateur- und Profifotografen. Es darf bezweifelt werden, ob das Wissen um journalistische Sorgfaltspflichten auch unter Amateuren weit genug verbreitet ist. Insbesondere in der Diskussion um die sozialen Netzwerke geht es meistens auch um die dort veröffentlichten Bilder.

## Persönlichkeitsschutz
Rechtsfragen zum Schutz der Abgebildeten sind vor allem im Kunsturheberrechtsgesetz (KUG) geregelt – dennoch tritt hier ein weiteres Anwendungsfeld der Bildethik zu Tage: angesichts der Vielzahl von Bildern, die heute im Internet veröffentlicht werden – auch und vor allem in den sozialen Medien – wird ein Konflikt zwischen dem Informationsinteresse der Öffentlichkeit und dem Persönlichkeitsrecht abgebildeter Personen deutlich, vor allem bei Bildern über Krieg, Unfälle, Katastrophen etc. Diesem Konflikt wird man mit ausschließlich juristischen Regelungen nicht gerecht.
Ein Beispiel, an dem sich die Debatte um Persönlichkeitsrechte entzündete, waren die Bilder vom 11. September 2001, vor allem das des „Falling Man“ – einem Mann, der sich aus einem der Fenster des World Trade Center stürzte und im Moment des freien Falls von der Kamera eines Agenturfotografen festgehalten wurde.
Ob solche schrecklichen Bilder unbedingt veröffentlicht werden müssen, ist eine legitime Frage. Aber für die Berichterstattung kommt zunächst alles in Betracht, was Korrespondenten von den Schauplätzen des Geschehens an Bildern liefern. Sofern es authentische Bilder des Ereignisses sind, gehört es zum journalistischen Auftrag, „bei der Darstellung von Kriegen, Katastrophen, Unfällen und Anschlägen die Grausamkeit solcher Ereignisse auch zu transportieren“ und sie nicht zu beschönigen.
Erst wenn in diesem Kontext Fotos von Personen mit Namen und Detailangaben der Abgebildeten versehen werden, ist nach Auffassung des Deutschen Presserats der Punkt erreicht, an dem das Schutzrecht der Abgebildeten Priorität gegenüber dem Informationsrecht der Öffentlichkeit bekommt.
In der bildethischen Abwägung geht es immer auch um den Wert von Bildern für das soziale Gedächtnis einer Gesellschaft – oder der Menschheit: Bilder sind auch Dokumente der Zeitgeschichte. „Erinnern bedeutet in diesem Sinne immer weniger, sich auf eine Geschichte zu besinnen, und immer mehr, ein Bild aufrufen zu können.“ So bekommen Bilder auch eine appellative Funktion: zu (politischem) Handeln aufzufordern.

## Bilderflut
Die Digitalisierung hat zu einer enormen Zunahme an (veröffentlichten) Bildern geführt. Nach der Umfrage eines koreanischen Elektronikkonzerns werden allein in Deutschland etwa drei Milliarden Fotos pro Monat „geschossen“, von denen elf Prozent, also etwa 330 Millionen Fotos, binnen 60 Sekunden ins Internet gelangen. Man spricht deshalb heute von einer regelrechten „Bilderflut“. Dieses Phänomen hat auch die grundsätzliche Bewertung von Bildern verändert. Sprach man 1992 bzw. 1994 noch optimistisch von einem „pictorial“ oder „iconic turn“ (Wende zum Bild, ikonische Wende) und meinte damit, das Bild sei gegenüber dem Wort aufgewertet worden, habe die Schrift als bestimmendes Medium abgelöst, so warnen heute manche schon wieder vor einer „Überschwemmung“ durch Bilder – nach Meinung der Kritiker eher ein Zeichen für die Geringschätzung des Bildes. „Die Bilderfeindlichkeit der Medienindustrie ist ungebrochen, nicht weil sie Bilder verböte, oder verhinderte, im Gegenteil: weil sie eine Bilderflut in Gang setzt, deren Grundtendenz auf Suggestion zielt, auf bildlichen Realitätsersatz“.
Die Bildethik sieht sich im Dienst des Bildes: den Fotografen bei der Entscheidung zu helfen, ob ein Bild angeboten werden soll oder nicht; der Bildredaktion Kriterien an die Hand zu geben, um reflektiert zu beurteilen, ob das Bild gezeigt werden soll oder nicht; und dem Rezipienten die Möglichkeit zu geben, den Inhalt des Bildes und die Intention des Bildautors zu verstehen und einzuordnen.
Eine konkrete Grenzlinie kann eine Bildethik aber nicht festlegen, wohl aber Argumente beisteuern, um ein umstrittenes Bild in den Kontext des journalistischen Auftrags zu stellen. Ein Berufskodex für (Presse-)Fotografen, wie es ihn in den USA analog zum Kodex für Printjournalisten gibt (NPPA Code of Ethics), existiert in Deutschland noch nicht, wird aber von vielen Fotojournalisten gefordert.